# Cenopalpus spinosus
Cenopalpus spinosus är en spindeldjursart som först beskrevs av Donnadieu 1875.  Cenopalpus spinosus ingår i släktet Cenopalpus och familjen Tenuipalpidae. Inga underarter finns listade i Catalogue of Life.